# Giacomo Castellano
Giacomo Castellano (Firenze, 10 aprile 1969) è un chitarrista, musicista, insegnante di musica  e produttore italiano dal 2014 anche videomaker.

## Biografia

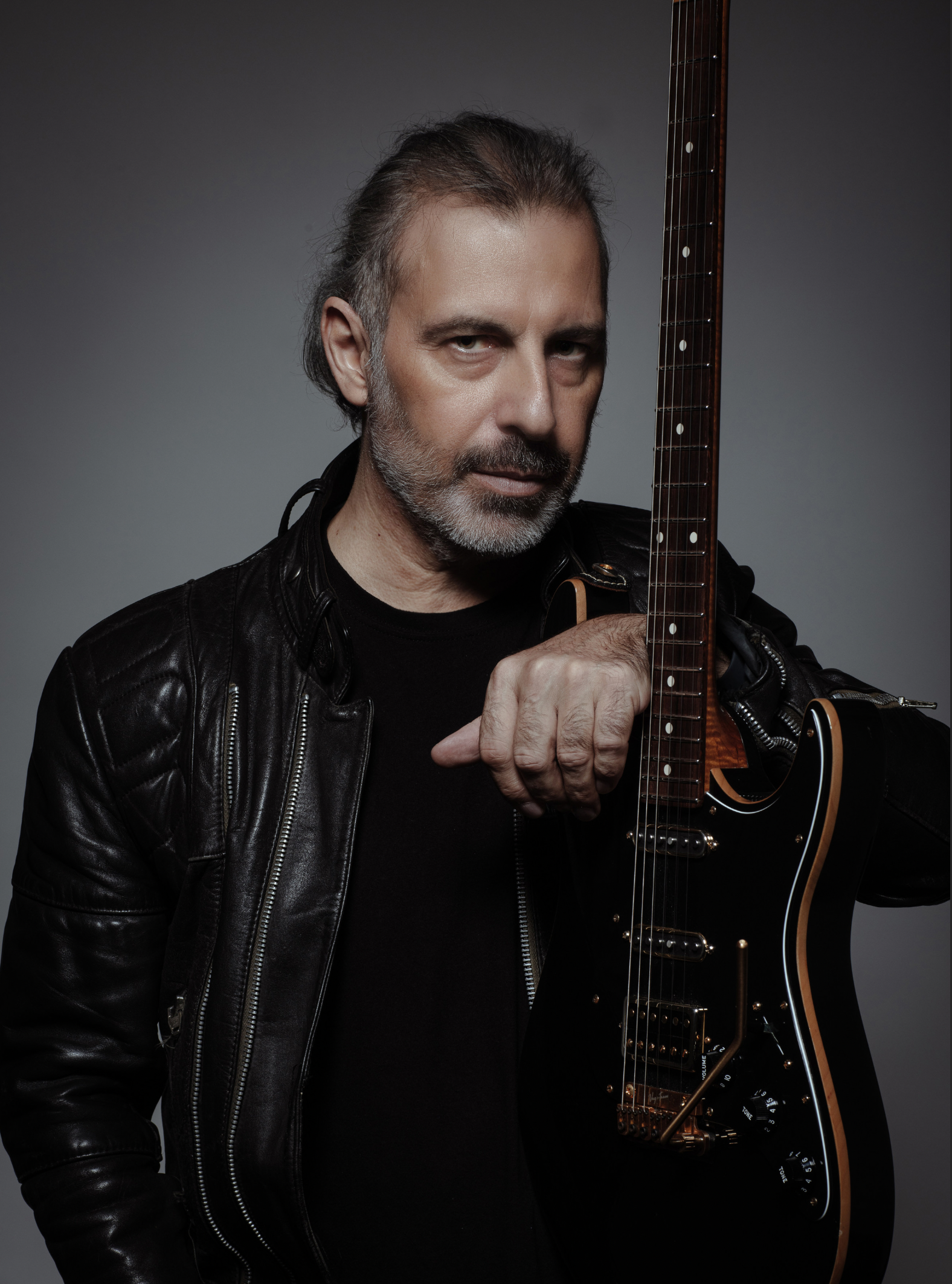

Inizia a studiare chitarra a 14 anni e frequenta varie scuole musicali fiorentine.
Nel 1987 fonda il gruppo "Time Escape" con Alessio Riccio e Guido Melis, l'anno dopo decide di trasferirsi a Hollywood dove si iscrive al Musicians Institute.
Nel 1988 inizia a collaborare con Giovanni Unterberger, e nel 1989 inizia l'attività di insegnante di musica; tra le varie accademie in cui ha insegnato ricordiamo la Lizard di Fiesole, dove insegna dal 1989 fino al 2000, la Modern Academy di Firenze, dove insegna dal 1991 al 1994, la Music Academy2000 di Bologna (ora MA 2000), dove insegna dal 2002 e presso la quale è divenuto capo dipartimento dei corsi di chitarre, la JAM-Centro Musica Moderna (facente capo al Music Academy Network), nel corso del 2005 e dal 2011 alla Rock Factory di Siena dove impartisce lezioni private professionali.
Castellano svolge anche l'attività di autore scrivendo due libri, entrambi editi per le Edizioni musicali Bèrben. Il primo seppur scritto nel 1992, viene pubblicato l'anno successivo: si tratta di Metodo per chitarra Heavy Metal; nel 1994 seguirà il libro La chitarra ritmica Rock-Metal che sarà poi ripubblicato in versione VHS
All'inizio degli anni '90 comincia a suonare come turnista e dal vivo collaborando negli anni con noti artisti italiani come Claudio Simonetti, Paolo Vallesi, Raf, Irene Grandi, Gianluca Grignani, Marco Masini, Gianna Nannini, Elisa, Vasco Rossi e Adriano Celentano; con quest'ultimo lavorerà anche nel programma tv Rockpolitik.
Inoltre lavora in Spagna con Mónica Naranjo e Rosana Arbelo e pure nelle versioni locali di Rock In Rio (Rock In Rio Madrid, 2008) e del musical We Will Rock You (2007). Nel febbraio 2004 pubblica il suo primo album solista Cutting Bridges.
Attualmente scrive saltuariamente articoli sulle riviste specializzate Axe e Chitarre. Il 4 maggio 2010 viene pubblicato l'album di Stiv, Quel triangolo delle Meduse, che contiene il duetto con Castellano nel brano Black Porpora; mentre il 27 maggio viene pubblicata la compilation Grand Hotel des Guitars in cui Castellano ha partecipato con il brano Lanois.
Negli ultimi anni ha collaborato con le nuove realtà del mondo musicale quali Noemi e Alessandra Amoroso. È stato il chitarrista nel tour di Noemi RossoNoemi tour; per la cantante aveva svolto precedentemente l'attività di chitarrista live nel Noemi tour e di chitarrista studio nella registrazione dell'album Sulla mia pelle.
In ambito rock vanta diverse collaborazioni con Thomas Lang, batterista austriaco di progressive metal, e ha collaborato alla realizzazione dell'Ep dal titolo 777 della band di rock italiano Dr.U (suona su due brani) e sempre in qualità di guest appare sull'album dell'omonima band dal titolo Alieni Alienati, prodotto da Joe Marlett (Foo Fighters, Blink 182, Queens of the Stone Age), suonando sul brano intitolato Sono in volo.
Nel 2014 fonda, insieme col chitarrista Gianni Rojatti la band Racer Café, con cui pubblica l'EP omonimo, contenente quattro tracce strumentali.
Dal 2014 al 2016 cura gli arrangiamenti e la direzione musicale per l'artista spagnola Edurne, contemporaneamente lavora come chitarrista nella band di Piero Pelù.
Nel 2024 entra a far parte della Premiata Forneria Marconi (pfm) dopo Marco Sfogli e Franco Mussida.
Giacomo è inoltre conosciuto per essere produttore e regista di tutti i suoi video, oltre a quelli che produce regolarmente per terzi.

## Discografia

### Solista

#### Album
- 2004 - Cutting Bridges
- 2014 - Racer Café (con i Racer Café)

#### Singoli
- Indigo
- Amber
- Naked Sun
- A Brave New World
- Aura
- Chupitos
- Paradox

#### Partecipazioni
- 2009 - Terabite (con Thomas Lang)
- 2009 - Life Box (nel brano Rock Dream con Germano Seggio)
- 2010 - Grand Hotel des Guitars (nel brano Lanois)
- 2010 - Quel triangolo delle Meduse (nel brano Black Porpora in duetto con Stiv)
- 2012 - Bondage (nel brano Plume in duetto con Gianni De Chellis)
- 2016 - Notte delle Chitarre (e altri incidenti)

### Come chitarrista

#### Con Paolo Vallesi
- 1992 - La forza della vita (album)
- 1994 - Non mi tradire (album)
- 1999 - Sabato 17:45 (album)
- 2003 - Best of (repacking album)

#### Con Raf
- 1993 - Cannibali (album)
- 1996 - Collezione temporanea (album)
- 1998 - La prova (album)
- 2001 - Iperbole (album)
- 2004 - Ouch! (album)

#### Con Irene Grandi
- 1994 - Irene Grandi (album)
- 1999 - Verde rosso e blu (album)
- 2001 - Irek (raccolta)

#### Con Marco Masini
- 2001 - Uscita di sicurezza (album)

#### Con Vasco Rossi
- 2004 - Buoni o cattivi (album)

#### Con Noemi
- 2009 - Sulla mia pelle (album)
- 2010 - Sulla mia pelle (Deluxe Edition) (riedizione album)

#### Con Marco Carta
- 2016 - Come il mondo

#### Con Piero Pelù
- 2020 - Pugili fragili
- 2024 - Deserti

## Videografia

### Solista
- 1995 - La chitarra ritmica Rock-Heavy Metal (versione VHS dell'omonimo metodo), (Playgame Music)

### Come chitarrista
- 1991 - Sogni... è tutto quello che c'è. Live (VHS) di Raf
- 1999 - La Danza Della Pioggia (videoclip) di Raf
- 1999 - Little Girl (videoclip) di Raf
- 2003 - Marca Registrada (DVD) di Rosana Arbelo
- 2006 - Coleccion Privada (Tour Minage) (DVD) di Mónica Naranjo

## Tour

### Tour propri
Di seguito sono riportati i tour propri di Giacomo Castellano:
- 2015 - Open Clinic Tour 2019
- 2013 - Open Clinic Tour 2018
- 2013 - Open Clinic Tour 2017
- 2013 - Open Clinic Tour 2015
- 2013 - Open Clinic Tour 2013
- 2012 - Open Clinic Tour 2012
- 2011 - Clinic tour 2011
- 2009 - Clinic tour 2009
- 2004 - Clinics tour 2004
- 2004 - Cutting Bridges promo tour

### Come chitarrista
Di seguito sono riportati i principali tour in cui Giacomo Castellano ha svolto l'attività di turnista:
- 2019 Piero Pelù
- 2018 Piero Pelù
- 2016 La notte delle chitarre Tour 2016, con le Custodie Cautelari
- 2015 Adrenalina Tour con Edurne (Spagna)
- 2014 - Identikit Tour di Piero Pelù
- 2012 - RossoNoemi tour (seconda parte) di Noemi
- 2011/2012 - RossoNoemi tour (prima parte) di Noemi
- 2010 - Heart - Alive Tour di Elisa
- 2009 - Stupida tour di Alessandra Amoroso
- 2009 - Noemi tour di Noemi
- 2009 - Gianna Dream tour di Gianna Nannini
- 2008 - Giannabest Tour di Gianna Nannini
- 2007 - Gianna Nannini European tour di Gianna Nannini
- 2006 - Grazie Tour di Gianna Nannini
- 2005 - Rockpolitik di Adriano Celentano
- 2005 - Gianluca Grignani tour di Gianluca Grignani
- 2002 - Marca registrada di Rosana Arbelo
- 2002 - Rosana tour di Rosana Arbelo
- 2001/2002 - Irek tour di Irene Grandi
- 2000 - Menage tour di Mónica Naranjo
- 1999 - La prova pour di Raf
- 1998 - La prova club tour di Raf
- 1997 - Collezione temporanea tour di Raf
- 1995 - Manifesto tour di Raf
- 1994 - Paolo Vallesi tour di Paolo Vallesi
- 1994 - Irene Grandi tour di Irene Grandi
- 1993 - Cannibali tour di Raf
- 1992 - Raf Summer tour di Raf
- 1991 - Sogni tour di Raf
- 1990 - Claudio Simonetti Italian Tour di Claudio Simonetti

#### Musical
- 2008 - Rock In Rio Madrid
- 2007 - We Will Rock You

## Didattica

### Libri

#### Autore
- Metodo per chitarra Heavy Metal (volume+2 audiocassette), Edizioni musicali Bèrben, 1993;
- La chitarra ritmica Rock-Heavy Metal (volume+2 audiocassette), Edizioni musicali Bèrben,1994;

#### Contributi
- Scuola di chitarra elettrica Hard Rock e Heavy Metal.Primo Volume (libro+cd) Lizard Unterberger Produzioni Didattiche, BMG-Ricordi,1997;
- Scuola di chitarra elettrica Rock e Blues. Secondo Volume (libro+cd) Lizard Unterberger Produzioni Didattiche, BMG-Ricordi,1997.

### Video
- La chitarra ritmica Rock-Heavy Metal (versione VHS dell'omonimo metodo), Playgame Music,1995.